# フィギュア王
『フィギュア王』（フィギュアおう）は、ワールドフォトプレスから出版されるムック。毎月24日発売。月刊ペースでの刊行だが、分類はムックである。1997年2月4日創刊。
その名のとおりフィギュア関連を扱うフィギュア専門雑誌。ただ、おもちゃや食玩なども扱うので総合ホビー誌ともいえる。主な競合誌として、『ハイパーホビー』や『フィギュアマニアックス』、そして『電撃ホビーマガジン』が挙げられる。

## 連載を持つ著名人
- ブロンソンズ
- 河崎実
- 中沢健

## 増刊誌
- コミック★フィギュア王